# Берридж, Майкл
Сэр Майкл Берридж (англ. Michael John Berridge; 22 октября 1938, Гатума, ныне Кадома (Зимбабве) — 12 февраля 2020) — британский физиолог и биохимик. Доктор философии (1965), почётный профессор Кембриджа.
Член Лондонского королевского общества (1984), иностранный член Национальной академии наук США (1999) и Американского философского общества (2007). Рыцарь-бакалавр (1998).
Лауреат наипрестижнейших отличий, в частности премий Ласкера (1989) и Вольфа (1995), Thomson Reuters Citation Laureate (2002). Наиболее известен открытием инозитолтрифосфата.
Окончил Университет Зимбабве, получив степень бакалавра с первоклассным отличием (1960).
Затем отправился в Англию, занимался у В. Уиглсуорта в Кембриджском университете и в 1965 году получил там степень доктора философии. Являлся постдоком в США. В 1969—1990 и с 1994 года работал в Кембриджском университете. Фелло Тринити-колледжа (1972). Получил известность как исследователь передачи сигнала.
Член Европейской Академии (1989) и EMBO (1991), иностранный член Американской академии искусств и наук (1999).

## Награды и признание
- 1985 — Feldberg Prize[англ.]
- 1986 — Международная премия короля Фейсала
- 1986 — Louis-Jeantet Prize for Medicine[англ.]
- 1987 — William Bate Hardy Prize[англ.]
- 1988 — Международная премия Гайрднера
- 1989 — Премия Альберта Ласкера за фундаментальные медицинские исследования
- 1991 — Ciba-Drew Award[англ.]
- 1991 — Королевская медаль
- 1994 — Премия Хейнекена
- 1995 — Премия Вольфа по медицине
- 1996 — Премия Мэссри
- 1999 — Премия Эрнста Шеринга[англ.]
- 2002 — Thomson Reuters Citation Laureate (по медицине)
- 2005 — Премия Шао